# Kim Myong-chol (Fußballspieler)
Kim Myong-chol (* 11. Januar 1985) ist ein nordkoreanischer Fußballspieler.

## Karriere
Kim tritt international als Spieler der Sportgruppe Amrokgang in Erscheinung, dem Klub des Ministeriums für Staatssicherheit. 2007 spielte er als einer der wenigen in Nordkorea geborenen Spieler gemeinsam mit seinen Landsleute So Hyok-chol und Kim Song-chol im Ausland beim chinesischen Zweitligisten Yanbian FC.
Der Mittelfeldakteur gehörte im August 2005 bei der Finalrunde der Ostasienmeisterschaft zum Aufgebot der nordkoreanischen Nationalelf und kam beim Erreichen des dritten Platzes zu drei Einsätzen. Wenige Tage später absolvierte er seinen einzigen Einsatz in der Qualifikation zur Weltmeisterschaft 2006, als er beim 3:2-Sieg im bedeutungslosen letzten Spiel gegen Bahrain etwa 70 Minuten spielte.